# قيادة الأسد الحارس: عودة الزئير
قيادة الأسد الحارس: عودة الزئير (بالإنجليزية: The Lion Guard: Return of the Roar)‏ هو فيلم رسوم متحركة غنائي من إنتاج ديزني تيليفشن أنيمايشن وهو الفيلم الرابع التابع لسلسلة أفلام الأسد الملك الذي صدر منذ 1994. عُرض الفيلم في 25 نوفمبر 2015 ويركز الفيلم على الشبل كيون ابن سمبا الأسد وشقيق كيارا ومغامراته في حشائش أفريقيا. وفي يناير عام 2016 صدر مُسلسل كرتوني على شكل حلقات يحمل عنوان قيادة الأسد الحارس.

## وصلات خارجية
- الموقع الرسمي
- قيادة الأسد الحارس: عودة الزئير على موقع IMDb (الإنجليزية)
- قيادة الأسد الحارس: عودة الزئير على موقع ميتاكريتيك (الإنجليزية)
- قيادة الأسد الحارس: عودة الزئير على موقع ألو سيني (الفرنسية)
- قيادة الأسد الحارس: عودة الزئير على موقع فيلمافينيتي (الإسبانية)
- قيادة الأسد الحارس: عودة الزئير على موقع قاعدة بيانات الفيلم (الإنجليزية)
- قيادة الأسد الحارس: عودة الزئير على موقع ليتربوكسد (الإنجليزية)
- قيادة الأسد الحارس: عودة الزئير على موقع كينوبويسك (الروسية)